# Cul de Sac (Sint Maarten)
Cul de Sac is een dorp in Sint Maarten. Ook op het Franse deel van het eiland Sint Maarten bevindt zich een plaats met dezelfde naam.
Cul de Sac is een van de grootste woonwijken van Sint Maarten. Het dorp bestaat uit een lange doodlopende weg met zijstraten, en is omringd door groene heuvels. De naam is Frans voor doodlopende weg.
Rockland Estate is een voormalige plantage uit de 17e eeuw dat is omgebouwd tot avonturenpark. Het heeft een tokkelbaan over het tropische bos. De baan overbrugt een hoogteverschil van 320 meter, en haalt een snelheid tot 90 km/u.
Pasture Piece is een plantagehuis in Cul de Sac dat een familiemuseum bevat, en in gebruik is als boetiekhotel.

## Galerij

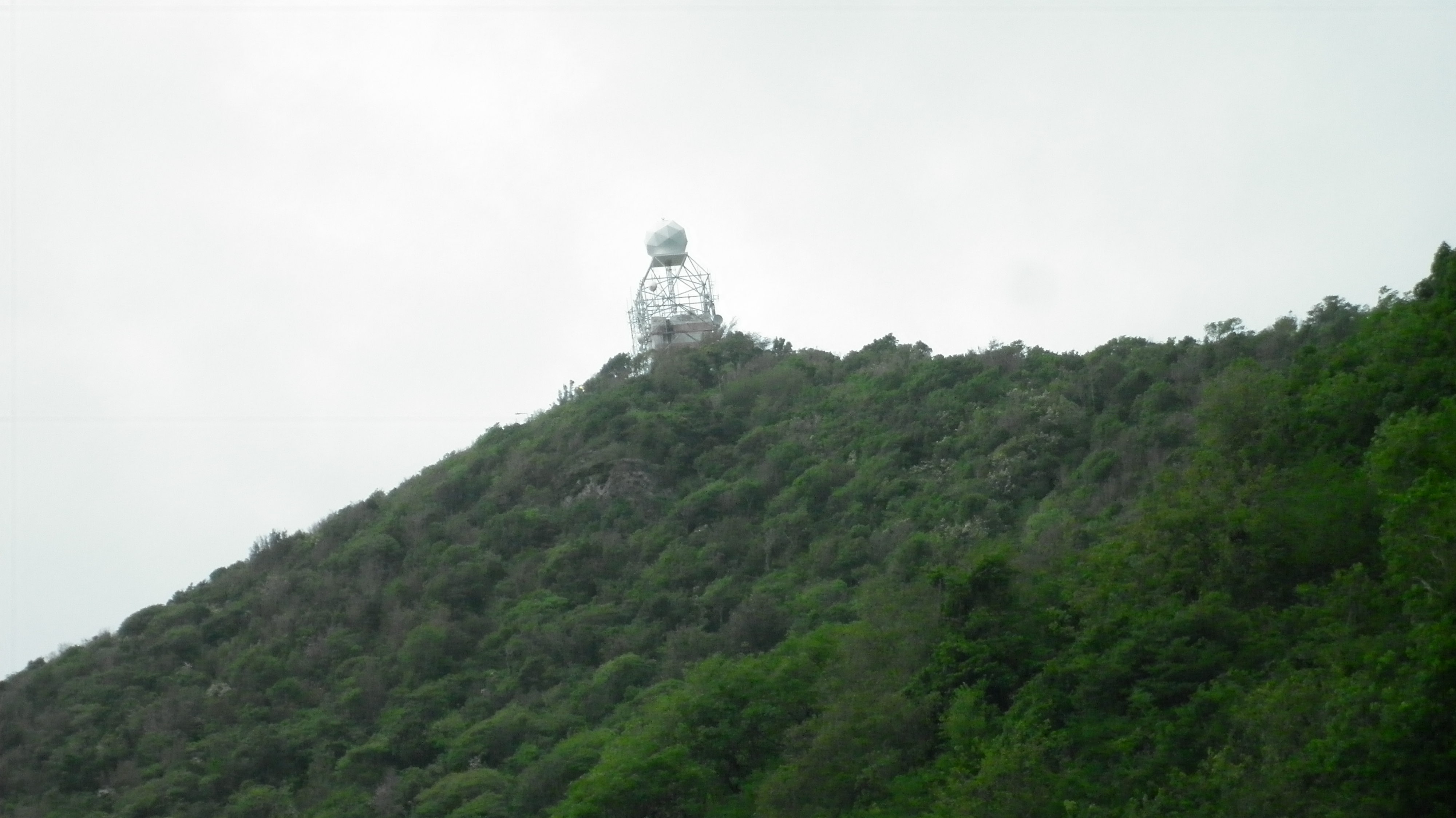
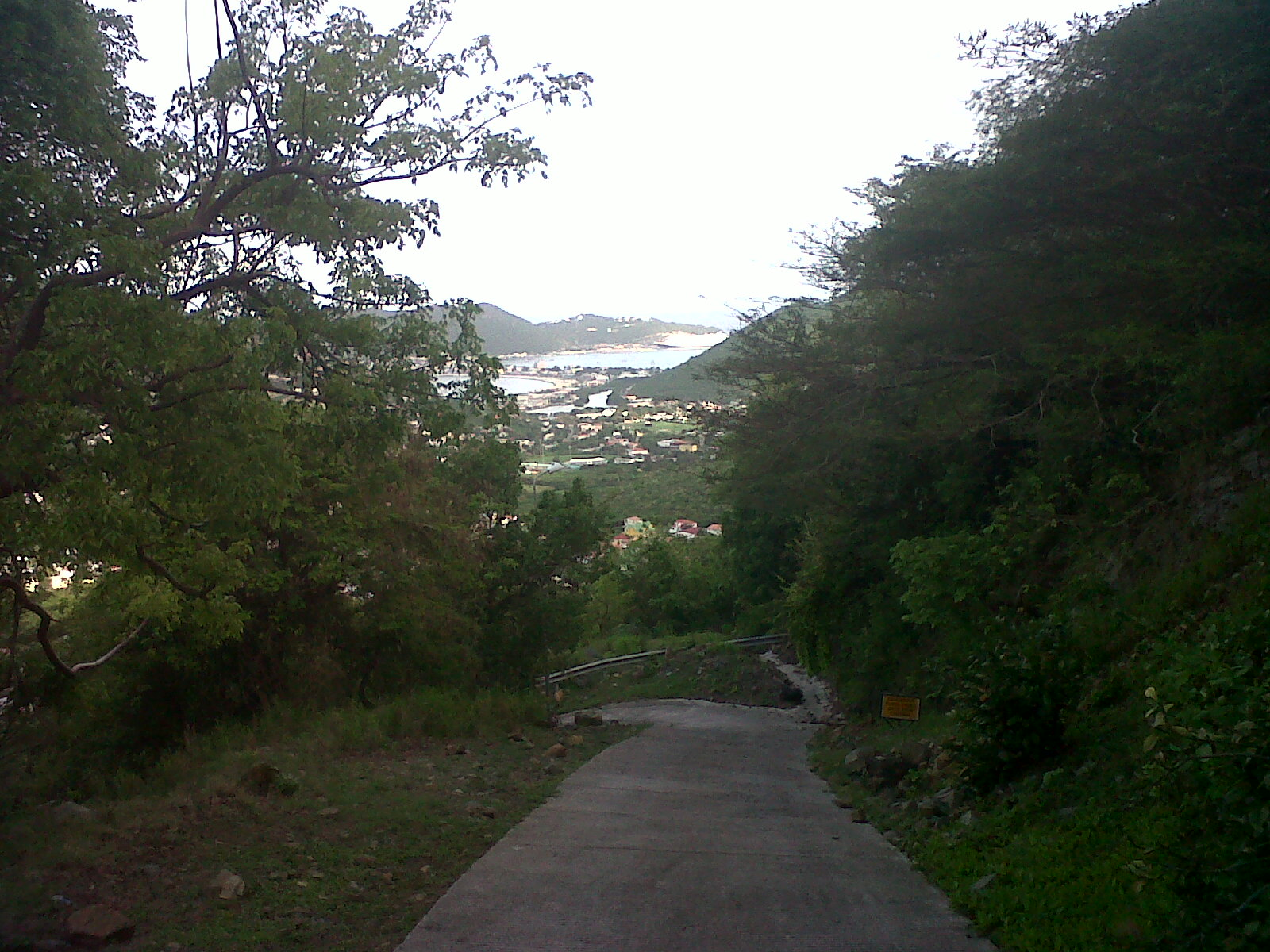
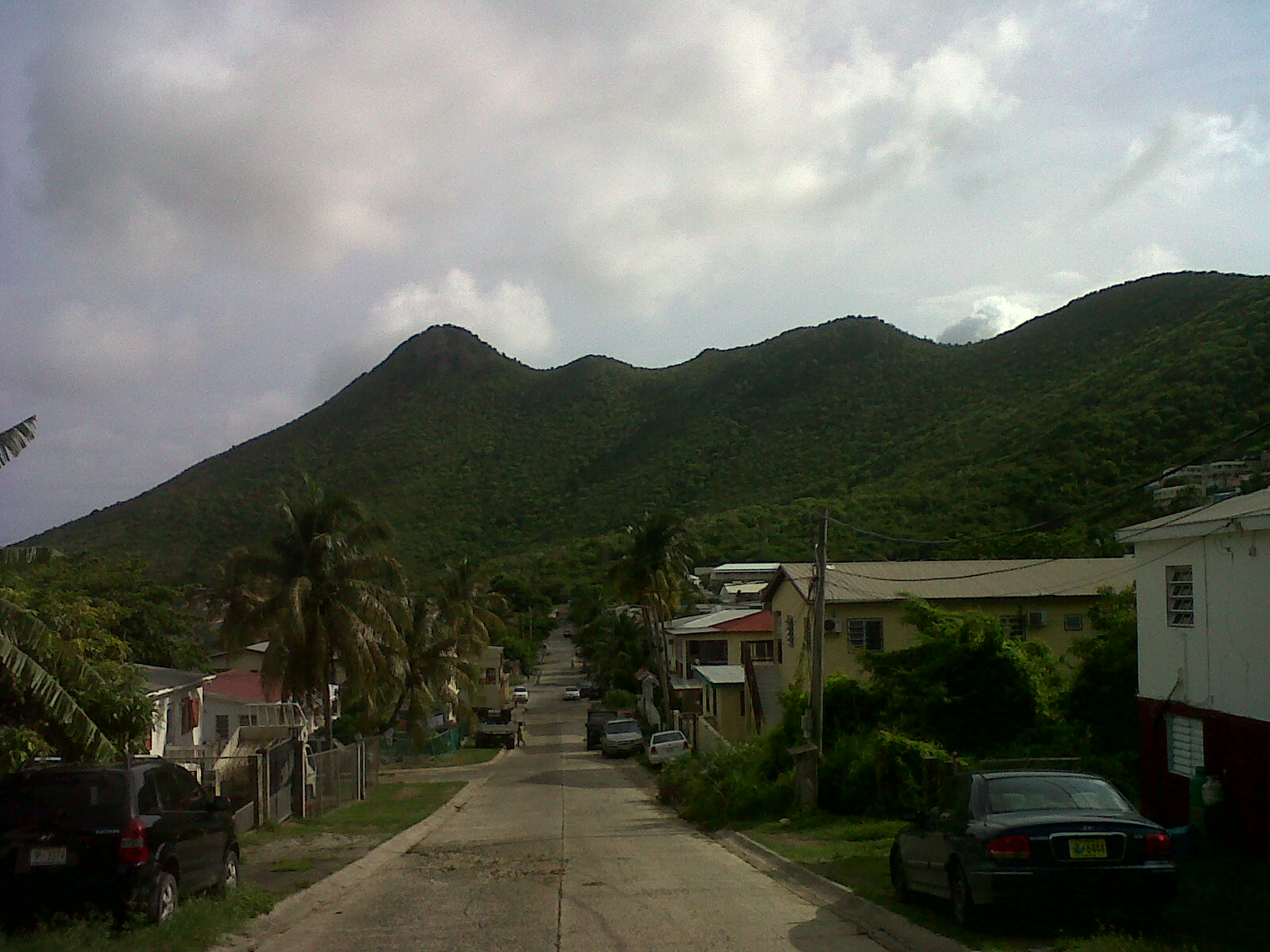
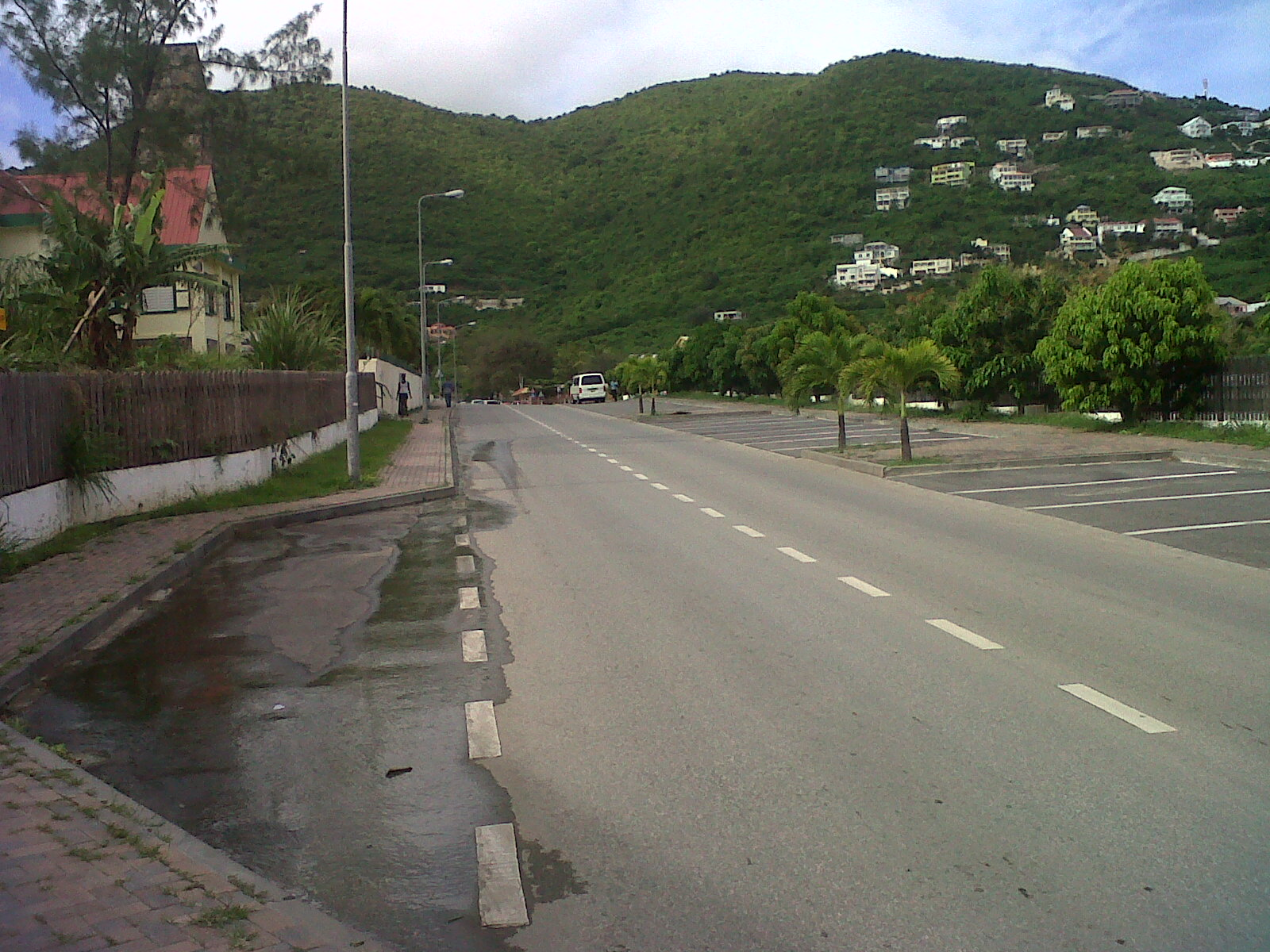

Cole Bay · Cul de Sac · Little Bay · Lower Prince's Quarter · Lowlands · Oyster Pond · Philipsburg · Simpson Bay · Upper Prince's Quarter